# Esfera de señales horarias

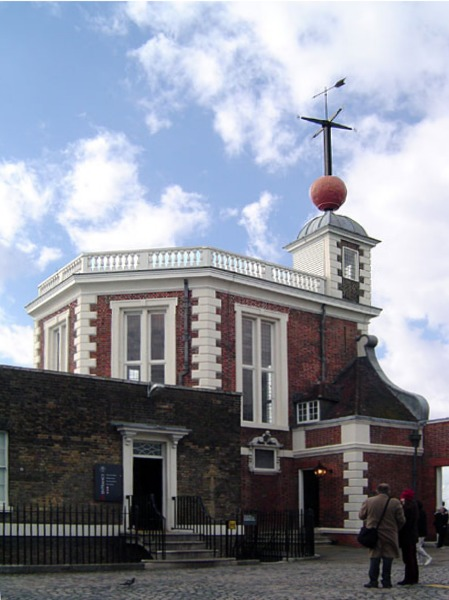
Observatorio Real de Greenwich, Londres. Instalada en 1833, una esfera de señales horarias corona el tejado de la sala octogonal.

Una esfera de señales horarias es un antiguo sistema utilizado para indicar un instante cronométrico determinado (normalmente el mediodía) con el fin de sincronizar aproximadamente los relojes situados en la zona desde la que puede divisarse. Consta de una gran esfera de madera o de metal pintada de algún color brillante, que desciende en un instante predeterminado, principalmente para permitir verificar a los navegantes el ajuste de sus cronómetros marinos, esencial para la determinación de la longitud geográfica en el mar.
A pesar de que el uso de las esferas de señales horarias ha sido reemplazado por señales electrónicas, algunos de estos dispositivos se siguen utilizando como atracciones turísticas históricas.

## Historia
La caída de una pequeña esfera fue en la antigüedad una manera de marcar el paso del tiempo. Los relojes griegos antiguos utilizaron este sistema en la plaza principal de algunas ciudades, como en la ciudad de Gaza desde la época de Alejandro Magno hasta el siglo VII, como describe Procopio de Cesarea en su libro sobre edificios. Las estaciones con esferas de señales horarias ponen sus relojes en hora según observaciones del tránsito de las posiciones del sol y las estrellas. Originalmente se situaban en observatorios o en lugares en los que se dispusiera de un reloj muy preciso, puesto en hora manualmente en un observatorio. Tras la introducción del telégrafo eléctrico alrededor de 1850, estas esferas pudieron ubicarse a gran distancia de su fuente horaria y ser operadas remotamente.

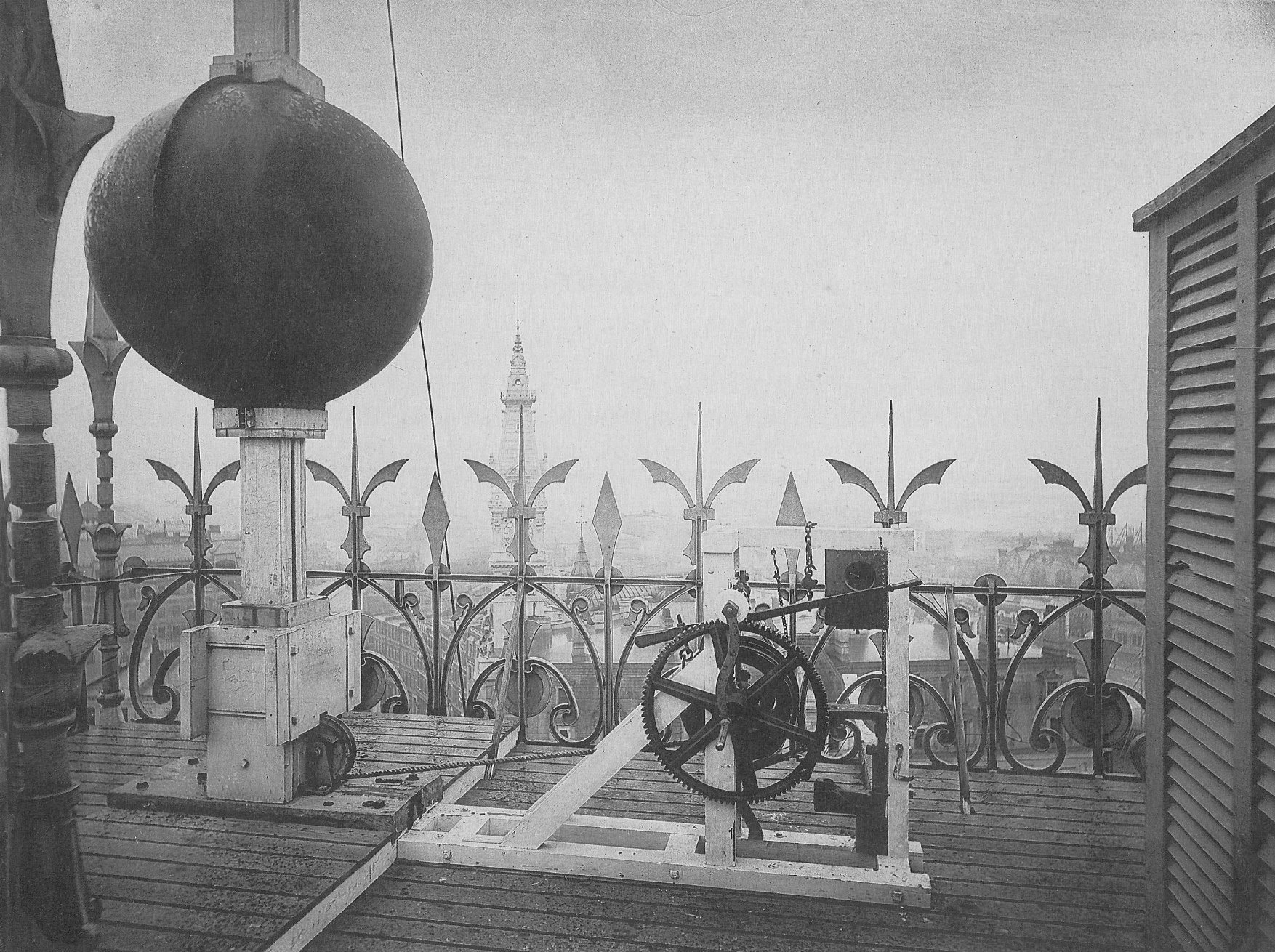
Esfera de señales horarias de Boston (1881)

La primera esfera de señales horarias fue instalada en 1829 en Portsmouth, Inglaterra, por su inventor Robert Wauchope (1788-1862), un capitán de la Marina Real británica. Siguieron a continuación otros puertos importantes del Reino Unido (incluyendo Liverpool) y alrededor del mundo marítimo. Uno de estos dispositivos fue instalado en 1833 en el Observatorio de Greenwich (Londres) por el Astrónomo Real, John Pond, y ha descendido a la 1:00 p. m. todos los días desde entonces. Wauchope facilitó su diseño a embajadas estadounidenses y francesas cuando visitaron Inglaterra. El observatorio Naval de los Estados Unidos se estableció en Washington D. C., donde se puso en servicio la primera esfera horaria del país en 1845. En el Real Instituto y Observatorio de la Armada de España la esfera comenzó a funcionar en 1878.
Las esferas de señales horarias normalmente descendían a la 1:00 p. m. (a pesar de que en los Estados Unidos bajaban al mediodía). Eran levantadas a media altura aproximadamente 5 minutos antes para alertar a los barcos, y 2 o 3 minutos después se izaban por completo. La señal coincidía con el inicio del descenso de la esfera, y no cuando llegaba abajo.
Con el inicio de las señales horarias radiofónicas (en el año 1924 en Gran Bretaña), las esferas de señales horarias fueron gradualmente quedando obsoletas y muchas fueron desmontadas en la década de 1920.

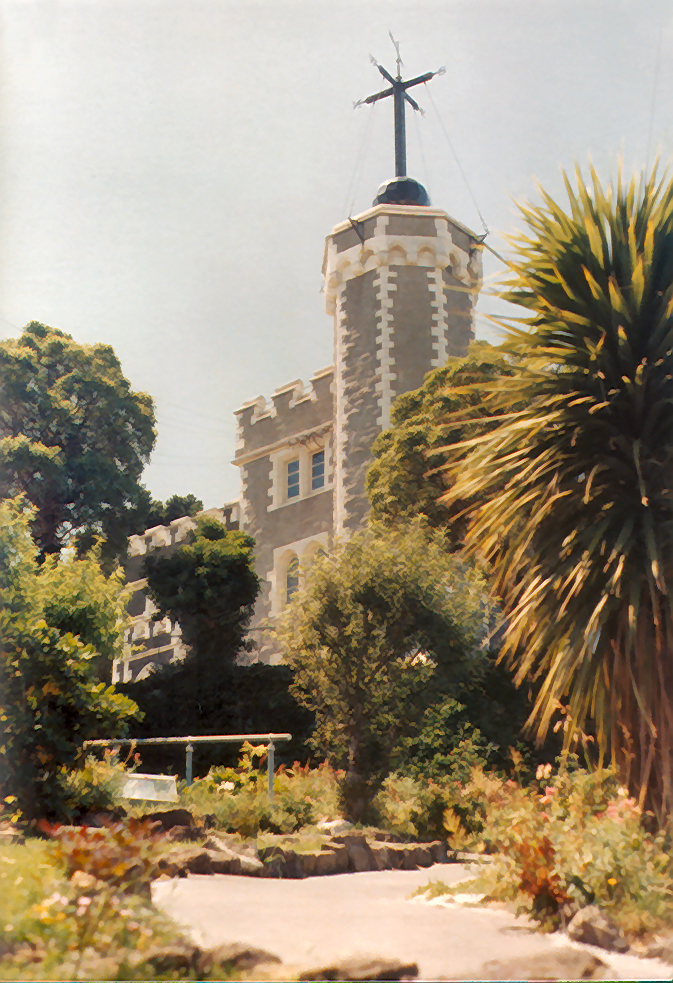
La esfera de señales horarias de Port Lyttelton, Nueva Zelanda, empezó a señalar la hora media de Greenwich a los barcos en el entorno del puerto en 1876.

Una variación de esta idea ha sido utilizada desde el 31 de diciembre de 1907 en la Nueva York. Como parte de las celebraciones de Nochevieja, la esfera de Times Square (situada en el Edificio de la Western Union) señala la entrada del Año Nuevo descendiendo hasta el ático del edificio One Times Square. En vez de realizar una bajada brusca, la esfera desciende lentamente sobre el curso de 60 segundos, desde las 11:59 p. m. hasta la medianoche. El 31 de diciembre de 1987, los organizadores del acontecimiento reconocieron la adición de un salto de un segundo, alargando el descenso de la esfera a 61 segundos (a pesar de que de hecho este segundo de salto se había modificado mundialmente cinco horas antes, de acuerdo con la medianoche del Tiempo universal coordinado).
En España también existe la tradición de señalar el año nuevo con las campanadas del Reloj de Gobernación de la Puerta del Sol de Madrid, acto que incluye el descenso de una bola metálica situada en el templete que corona la torre del reloj. En su origen, desde 1890, esta bola descendía a diario a las 12:00 para indicar a los viandantes el mediodía, aunque en la actualidad solo se utiliza para celebraciones señaladas como el fin de año.

## Esfera de señales horarias de Lyttelton
La esfera de señales horarias en Lyttelton, Nueva Zelanda, estuvo funcionando hasta que sufrió daños importantes en el terremoto de Canterbury de 2010. El terremoto de Christchurch de 2011, volvió a afectar al edificio, decidiéndose su demolición. Sin embargo, antes de llevarse a cabo, la torre de la estación colapsó durante una réplica que sacudió el área de Lyttelton el 13 de junio de 2011. En noviembre de 2012, estaba disponible una gran donación para contribuir a la reconstrucción de la torre, un proyecto que consideró la comunidad. El 25 de mayo de 2013, se anunció que la torre y la esfera serían restauradas, y que se buscarían más fondos entre la comunidad para reconstruir el resto de la estación.

## Alrededor del mundo
Se conservan unas 60 esferas de señales en distintas partes del mundo, aunque muchas de ellas no están operativas. Entre las más conocidas, pueden citarse:
- Real Instituto y Observatorio de la Armada, España
- Museo Marítimo Nacional de Chile, Valparaíso, Chile
- Deal, Kent
- Margate Clock Tower, Kent
- The Old Windmill, Brisbane, Australia
- Fremantle, Australia
- Gdańsk, Polonia (Instalada en 1876, la esfera de señales horarias fue trasladada al faro de Danzig (actualmente Gdańsk) en 1894, y desmontada en 1929. En 2008 fue reconstruida según sus planos originales)[5]
- Real Observatorio de Greenwich
- Time Ball Buildings, Leeds
- Clock Tower, Brighton, East Sussex (originalmente operaba cada hora, pero posteriormente se detuvo porque era demasiado ruidosa)[15]
- Monumento a Nelson (Edinburgo) en Calton Hill
- Observatorio de Sídney, Australia
- Newcastle Customs House, Australia
- Victoria & Alfred Waterfront, Ciudad de El Cabo
- Observatorio Naval de los Estados Unidos
- Titanic Memorial, Nueva York
- Ciudadela de Quebec, Quebec City
- Semaphore, South Australia
- Faro de Williamstown, Victoria

## Galería de imágenes

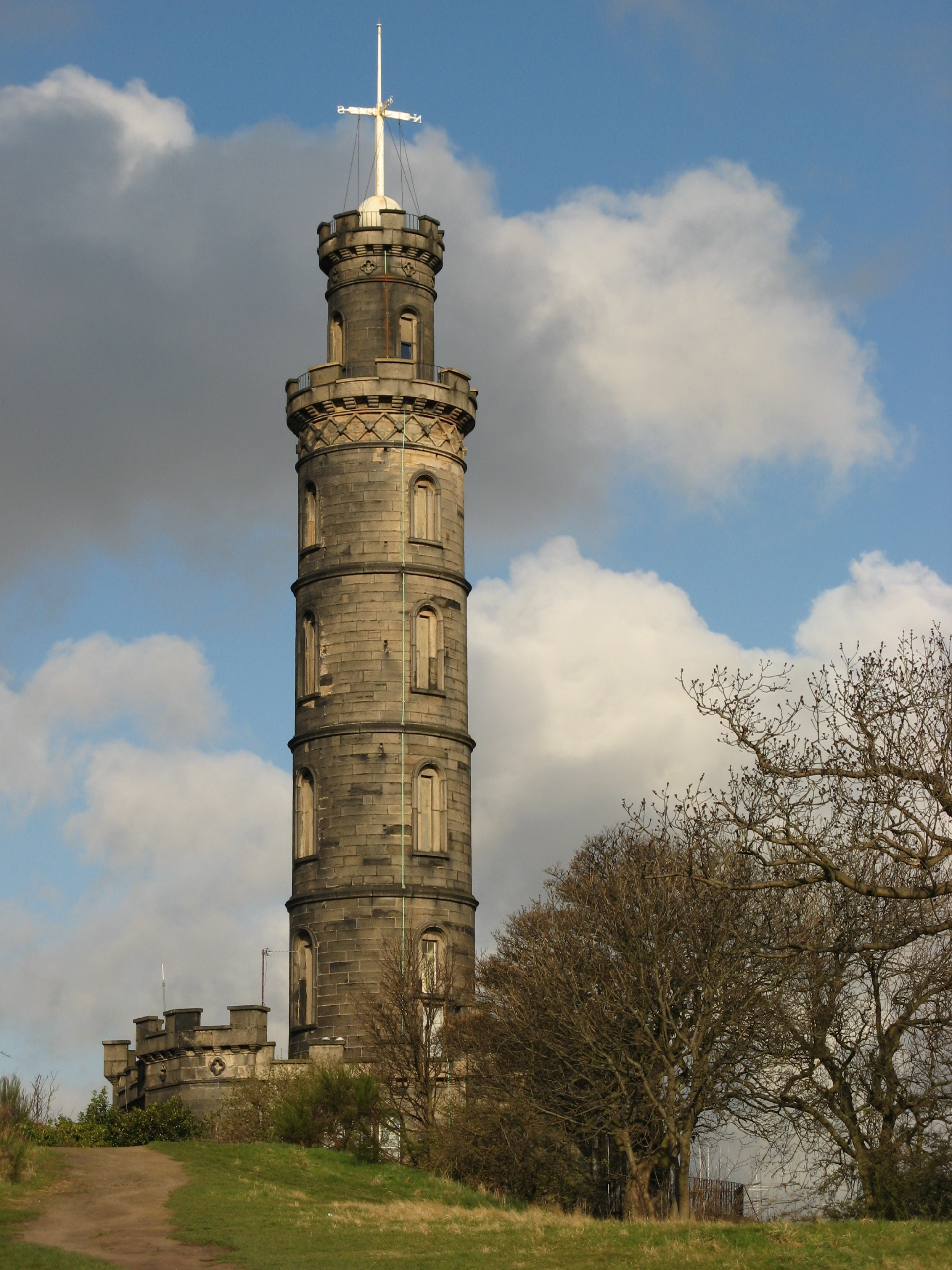
Monumento a Nelson (Edinburgo)
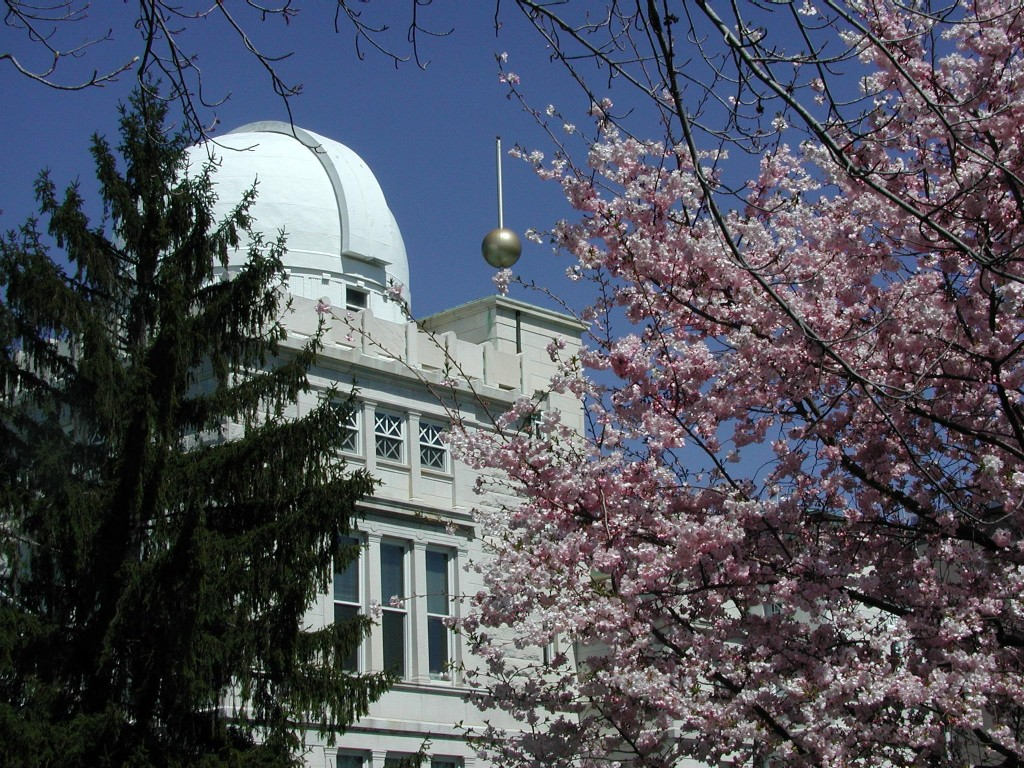
Observatorio Naval de los Estados Unidos
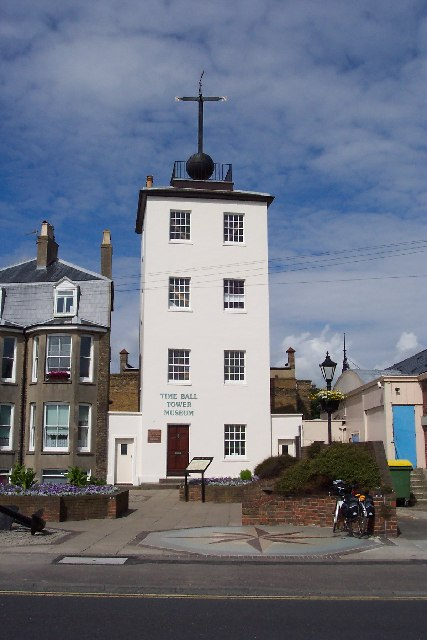
Deal Timeball, Deal
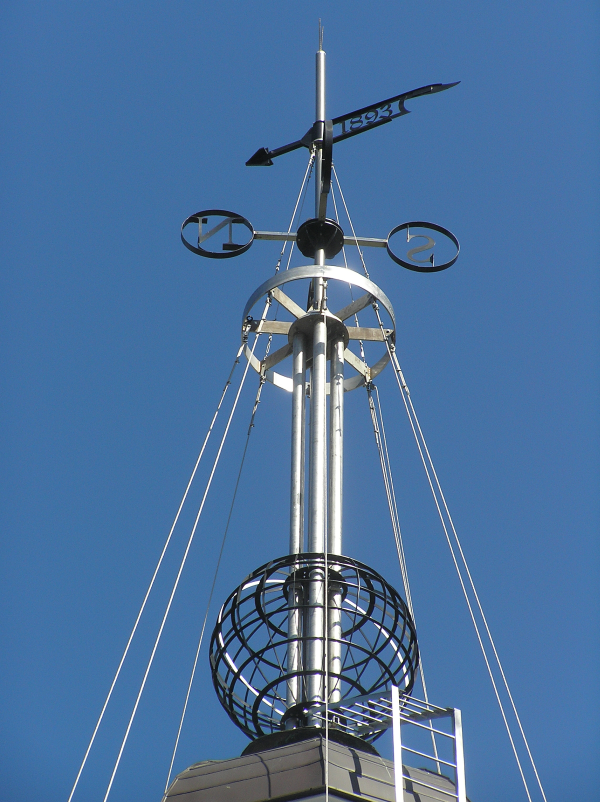
Gdańsk

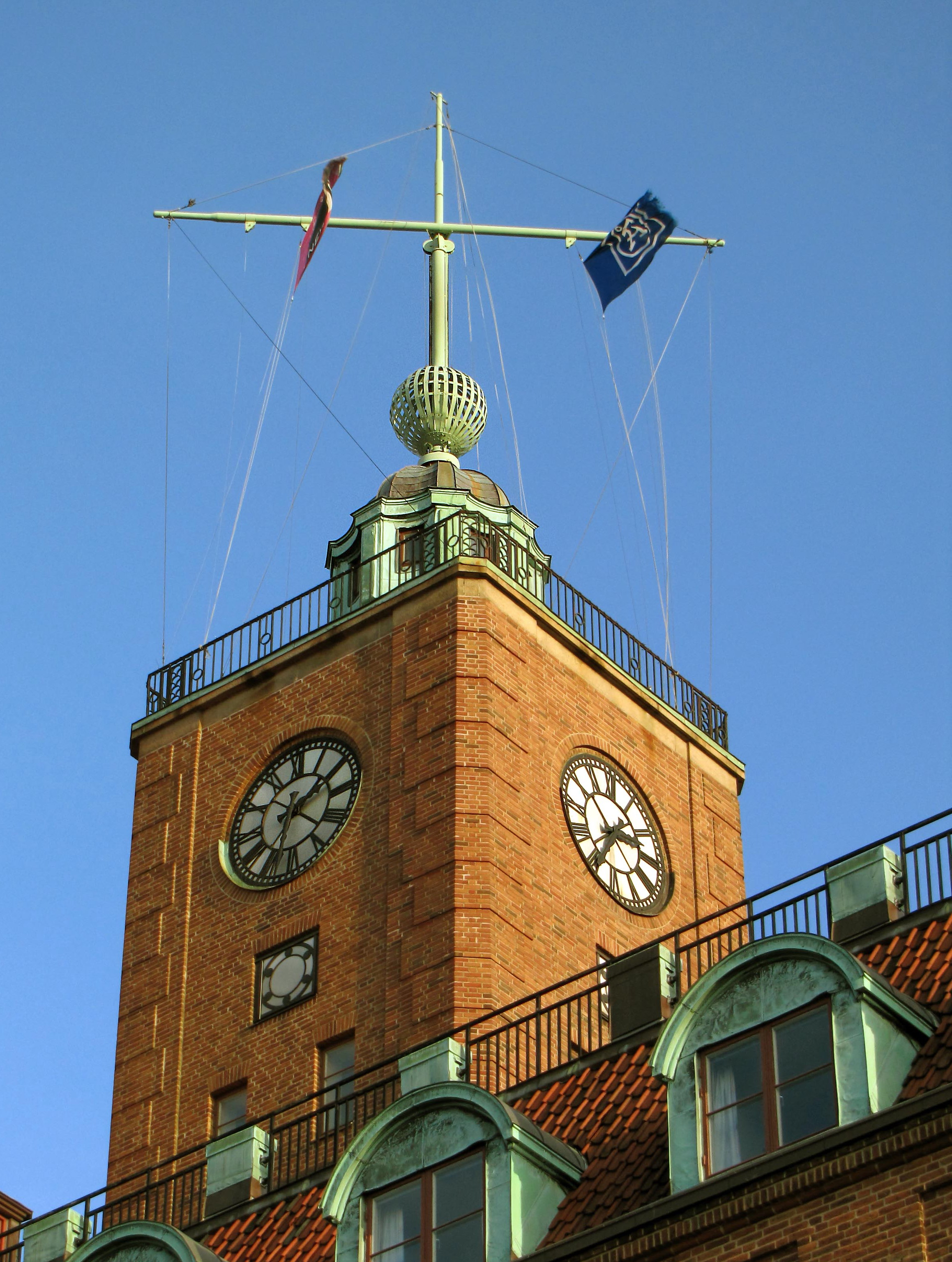
Gotemburgo
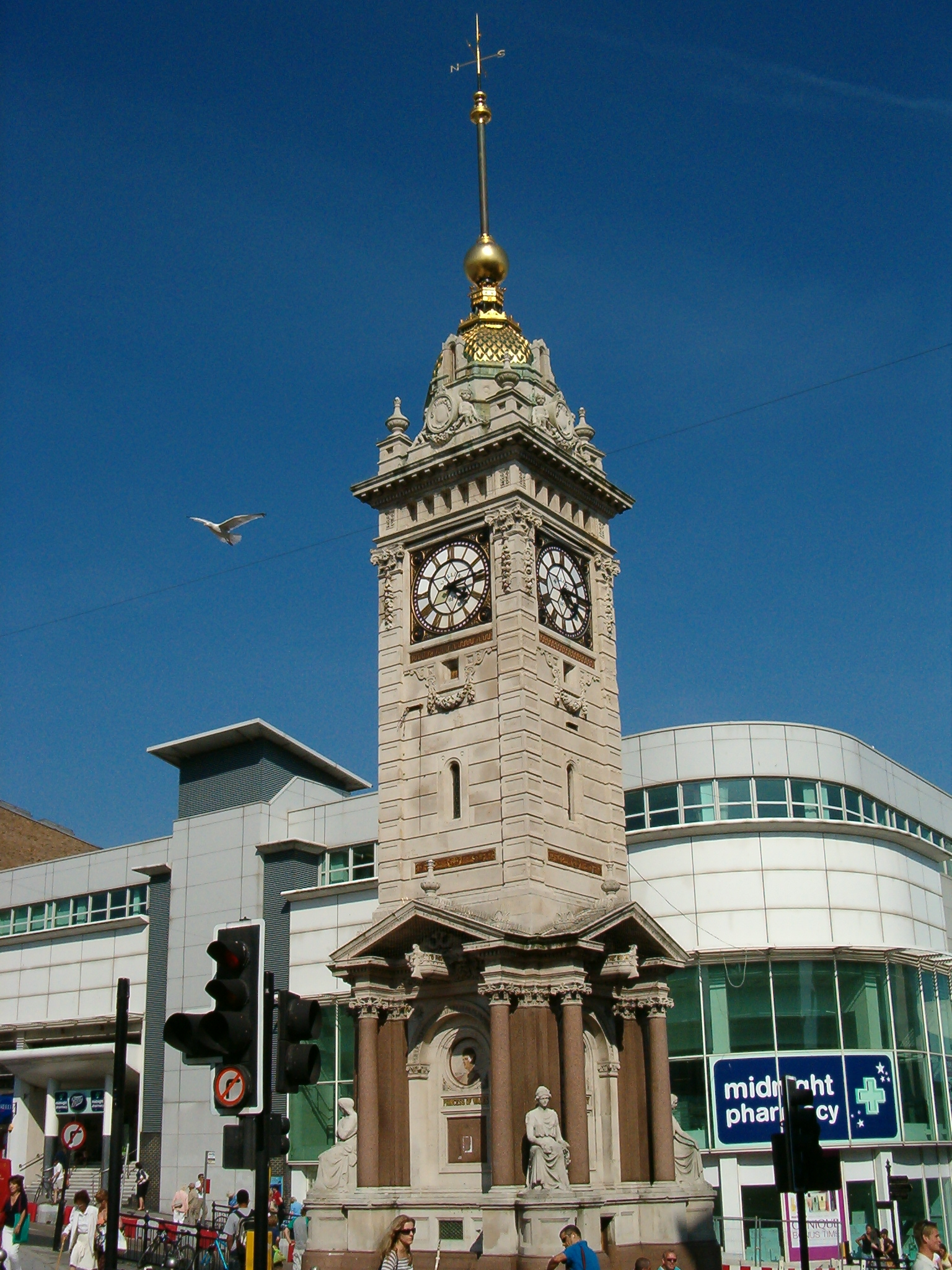
Torre del Reloj, Brighton
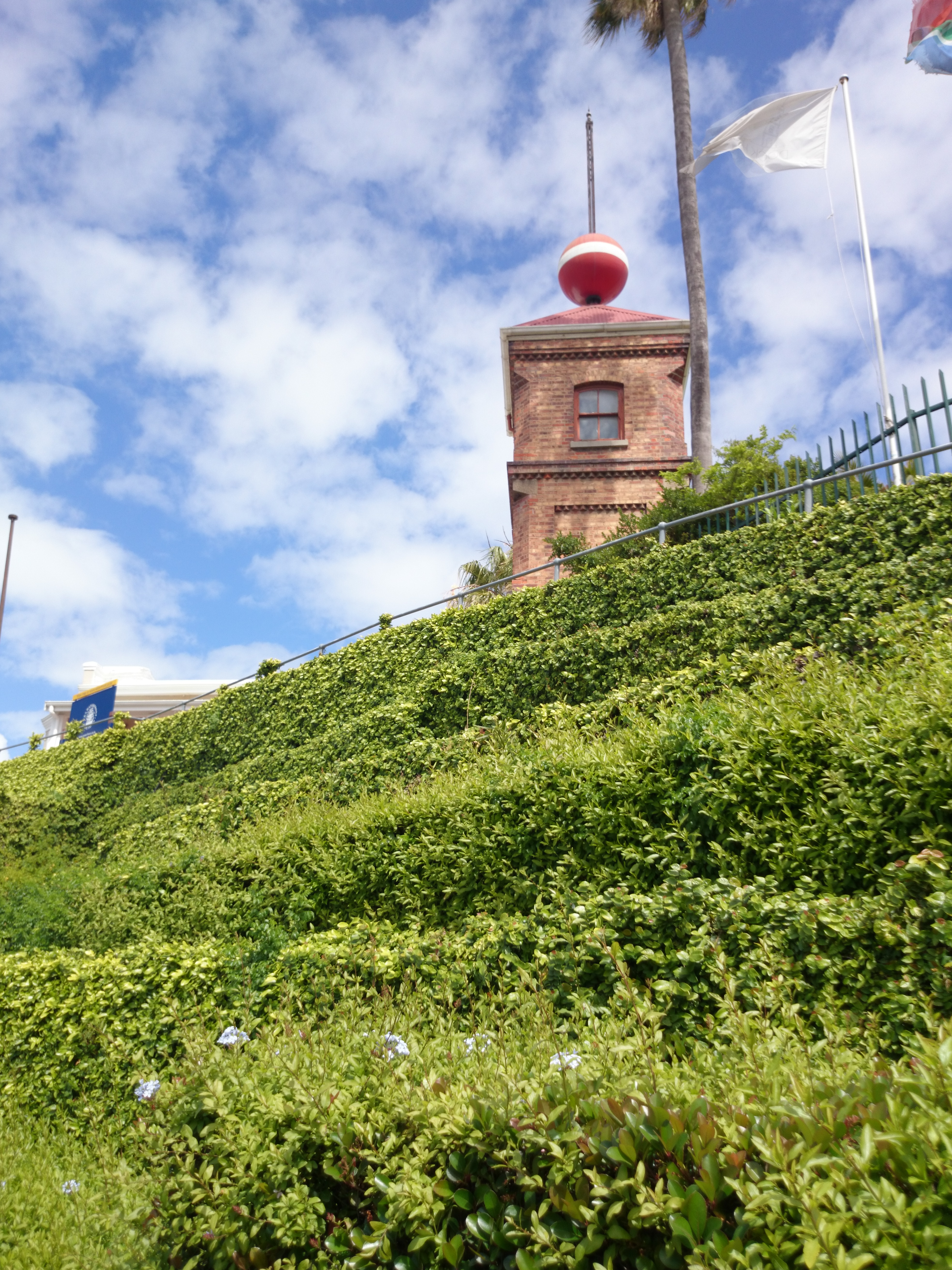
Ciudad de El Cabo
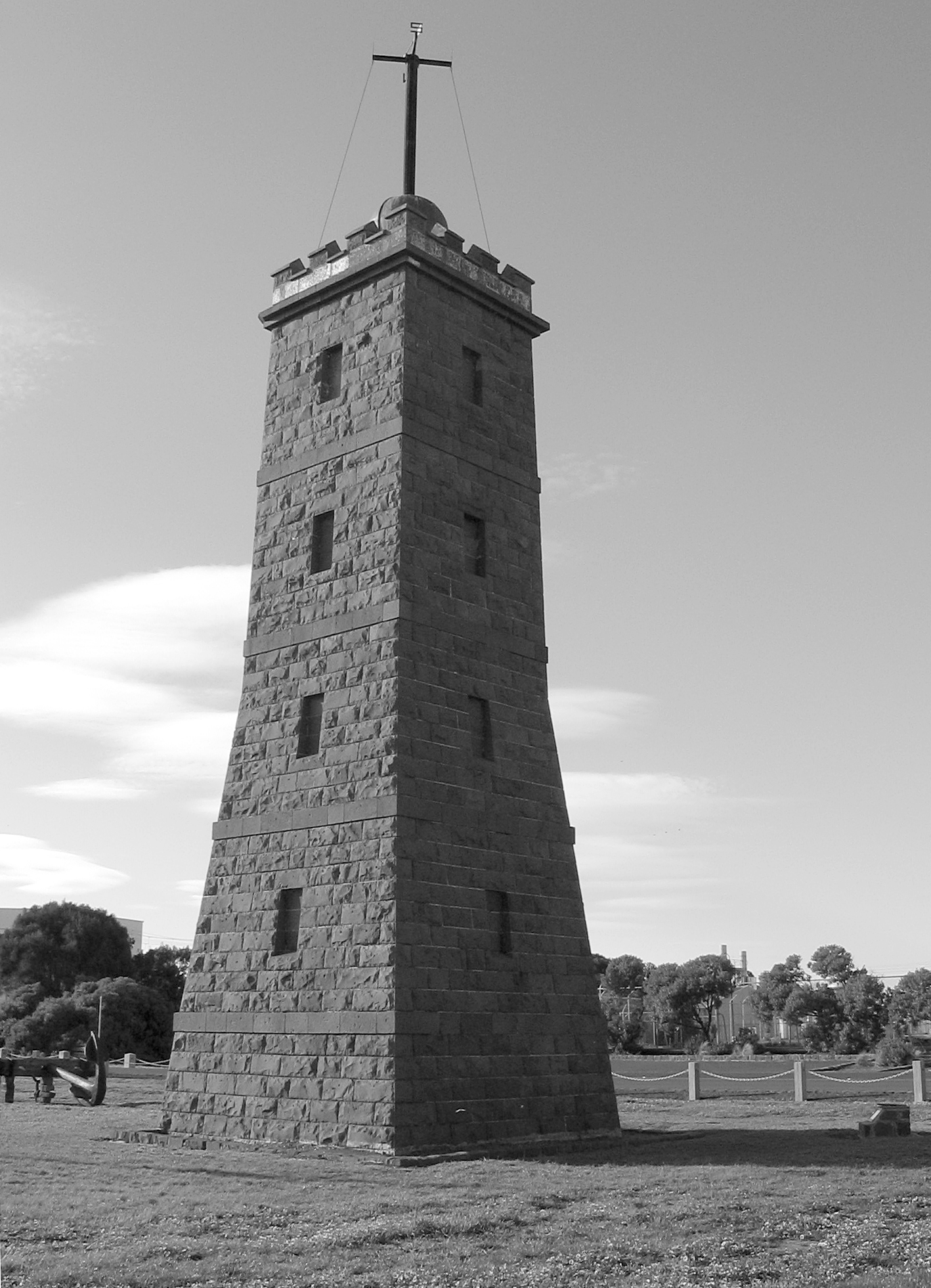
Faro de Williamstown, Victoria